# Země Koruny svatoštěpánské
Země Koruny svatoštěpánské (maďarsky Szent István Koronájának Országai nebo A Magyar Szent Korona Országai, chorvatsky Zemlje krune Svetog Stjepana, německy Länder der Krone des Heiligen Stephan) byl název skupiny zemí, spojených personální unií s Uherským královstvím. Roku 1918 měly rozlohu 324 851 km². Běžně se pro ně používal název „Zalitavsko“, který však nebyl oficiální.

## Název
Název Země Koruny svatoštěpánské se používal zejména v 18. a 19. století, a to k rozlišení[zdroj⁠?!] zalitavské části Rakousko-Uherska. Země Koruny svatoštěpánské byly:

### Království
- Uherské království
- Chorvatsko-slavonské království (od roku 1868)
  -  Chorvatské království (1527–1868)
  -  Slavonské království (1699–1868)

### Ostatní
- Svobodné město Fiume (Rijeka) a jeho okolí (tzv. separatum sacrae regni coronae adnexum corpus)
- Bosna a Hercegovina

Uherské království a Chorvatsko-Slavonské království (zeleně)

29. října 1918 chorvatský parlament vyhlásil konec unie s ostatními zeměmi Koruny svatoštěpánské a připojení Království Chorvatsko-slavonského ke Státu Slovinců, Chorvatů a Srbů a Země Koruny svatoštěpánské zanikly.